# سيارات في رحلة ممتعة
سيارات في رحلة ممتعة (بالإنجليزية: Cars on the Road)‏ هو مسلسل رسوم متحركة كوميدي أمريكي من إنتاج شركة بيكسار وبطولة أوين ويلسون، لاري رجل الكيبل، بوني هنت وجنيفير لويس، صدر المسلسل على منصة ديزني+ في 8 سبتمبر 2022.

## روابط خارجية
لم يتم العثور على روابط لمواقع التواصل الاجتماعي.

- سيارات في رحلة ممتعة على موقع IMDb (الإنجليزية)
- سيارات في رحلة ممتعة على موقع ميتاكريتيك (الإنجليزية)
- سيارات في رحلة ممتعة على موقع روتن توميتوز (الإنجليزية)
- سيارات في رحلة ممتعة على موقع كينوبويسك (الروسية)
- سيارات في رحلة ممتعة على موقع قاعدة بيانات الفيلم (الإنجليزية)